# Izz-ad-Din Massud II
Izz-ad-Din Massud al-Qàhir o Izz-ad-Din Massud II anomenat també al-Malik al-Kabir, fou atabeg zengita de Mossul de 1211 a 1218.
A la mort del seu pare Nur al-Din Arslan Shah I, el gener del 1211, el va succeir quan només tenia 10 anys. Poc abans de morir el difunt havia designat atabeg/regent del seu fill a Abu l-Fadail al-Malik al-Rahim Lu'lu Badr al-Din. El jove Masud II va morir als 18 anys i el va succeir l'infant (uns 3 anys) Nur al-Din Arslan Shah II, seguint Lu'lu Badr al-Din com a regent.